# František Pohunek
František Pohunek (17. února 1896 v Praze – 1. října 1941 v Praze-Ruzyni) byl za první světové války příslušníkem československých legií v Rusku a ve Francii. Po skončení první světové války a návratu do Československa prošel mnoha funkcemi v prvorepublikové armádě. Rok 1939 jej zastihl v hodnosti plukovníka generálního štábu. Po likvidaci československé branné moci v létě roku 1939 byl převeden na ministerstvo školství a národní osvěty, ale v roce 1940 byl nucen (jako bývalý legionář) odejít do výslužby. Brzy po okupaci Československa Německem (po 15. březnu 1939) se jako bývalý důstojník zapojil do ilegální odbojové činnosti v rámci (tzv. druhé garnitury) vojenské podzemní protiněmecké organizace Obrana národa. Byl zatčen gestapem 7. srpna 1941 v Praze, vězněn na Pankráci a za odbojovou činnost nakonec (za první heydrichiády) odsouzen stanným soudem v Praze 1. října 1941 k trestu smrti zastřelením. Poprava byla vykonána ještě téhož dne (1. října 1941) v jízdárně dělostřeleckých kasáren v Praze - Ruzyni. Spolu s Františkem Pohunkem bylo téhož dne popraveno i dalších 12 příslušníků Obrany národa – bývalých generálů a vyšších důstojníků československé armády.

## Životopis

### Studia, v rakousko-uherské armádě
František Pohunek se narodil v Praze v rodině kolářského pomocníka Josefa Pohunka a jeho manželky Františky Pohunkové (rozené Schimzichové). Po studiu české vyšší reálky v Praze III (1907–1914), které ukončil maturitou 9. července 1914, zahájil studium chemického oboru na pražské České vysoké škole technické. Jeho vysokoškolská studia přerušila první světová válka. Dne 16. března 1915 byl odveden a musel nastoupit službu v rakousko-uherské armádě. O měsíc později (15. dubna 1915) se jako jednoroční dobrovolník dostal k c. k. zeměbraneckému pluku číslo 8 v Salcburku. Zde absolvoval základní výcvik a hned nato (ve Steyeru) školu (1. června 1915 až 31. července 1915) pro důstojníky pěchoty v záloze. U svého kmenového pluku pak vykonával funkci velitele čety náhradního praporu a to až do 28. září 1915, kdy byl převelen na ruskou frontu. Do ruského zajetí padl 9. listopadu 1915 (to už měl hodnost kadeta v záloze).

### V československých legiích
V ruském zajetí pobýval František Pohunek od 9. listopadu 1915 až do 1. srpna 1917. Během této doby se 25. října 1916 v Barnaulu přihlásil do řad příslušníků československých legií na Rusi. Události pak měly rychlý spád: 1. srpna 1917 byl převelen k záložnímu praporu Československé střelecké brigády v Borispolu a 2. srpna 1917 nastoupil do československého důstojnického kurzu v Borispolu. Po skončení důstojnického kurzu byl vybrán a odeslán (5. října 1917) s tzv. Husákovým transportem do Francie, s nímž dorazil (14. listopadu 1917) do jihofrancouzského Cognacu. U francouzského 33. pěšího pluku sloužil František Pohunek v období od 14. listopadu 1917 až do 7. března 1918. S touto jednotkou prošel pěším výcvikem a během února 1918 (od 1. února 1918 do 28. února 1918) nadto absolvoval důstojnickou školu v St. Maixent. Dne 28. února 1918 byl povýšen do hodnosti poručíka. Dva následující měsíce (28. února 1918 - 30. dubna 1918) pak na důstojnické škole v St. Maixent pracoval jako lektor (učitel). U 21. československého střeleckého pluku ve Francii konal službu od 7. března 1918 až do 13. ledna 1919. Z Cognacu byl (jako velitel čety dne 10. června 1918) převelen na frontu ve Vogézách a později pak v Argonnách. Bitvy u Terronu s účastnil ve dnech 16. října 1918 až 31. října 1918. Do hodnosti nadporučíka byl František Pohunek povýšen 16. listopadu 1918 a s touto hodností se vrátil 14. ledna 1919 do Československa. Formálně ukončil svoji legionářskou kariéru 31. prosince 1919 s hodností kapitána.

### Zpátky ve vlasti (1919)
Po návratu do vlasti zastával od 14. ledna 1919 do 15. dubna 1919 funkci velitele čety (později velitele roty) u 21. československého střeleckého pluku.
Po zániku Rakouska-Uherska se rozhořel mezi nově vzniklým Československem a Polskem Československo-polský spor o Těšínsko. František Pohunek se účastnil bojů proti Polákům na Těšínsku (především bojů u Orlové, Karviné a Těšína). V období od 16. dubna 1919 do 28. května 1919 vykonával v Praze funkci důstojníka štábu pro vnější službu na velitelství 1. československé divize z Francie.
Napjatá situace však nastala na Slovensku a na Podkarpatské Rusi, kde se nechtěli Maďaři vzdát svých územních ambicí. Jestliže obsazování jižního Slovenska československou armádou probíhalo na počátku roku 1919 docela úspěšně, pak po vzniku Maďarské republiky rad došlo ke změně situace. Dobře vyzbrojená maďarská armáda obsadila značnou část Slovenska. František Pohunek byl 29. května 1919 odvelen na Slovensko. Zde měl funkci přiděleného důstojníka „Skupiny Prignot“ a později byl pobočníkem 1. československé brigády. Do hodnosti kapitána byl povýšen 1. června 1919. Zde se až do 25. června 1919 zúčastnil bojů proti Maďarům (hlavně u Tornaľy, Plešivce a Rožňavy). V létě roku 1919 (26. červenec 1919 – 15. srpen 1919) pak ještě působil na Slovensku ve funkci zatímního velitele 59. československého domobraneckého praporu z Itálie. V druhé polovině roku 1919 (16. srpna 1919 – 30. listopadu 1919) konal František Pohunek službu (nejprve jako II. plukovní pobočník a současně velitel plukovní poddůstojnické školy) u pěšího pluku 24 (původně se jednalo o pěší pluk číslo 41) ve Znojmě.

### V prvorepublikové armádě (1920–1923)
Od 1. prosince 1919 do 4. listopadu 1921 zastával funkci učitele a instruktora v dělostřelecké aplikační škole v Milovicích a v Olomouci. V období od 5. listopadu 1921 do 10. ledna 1922 byl velitelem roty a později velitelem půlpraporu nováčků u pěšího pluku 25 na Slovensku (v posádkách Zvolen a Banská Bystrica). Vojensko pedagogická práce Františka Pohunka pokračovala v Košicích. Zde byl od 10. ledna do 9. února 1922 instruktorem a velitelem roty aspirantů u obvodového střediska pro výcvik. Jako konceptní důstojník v oddělení pro školství a výcvik u MNO v Praze působil téměř rok a půl (10. února 1922 – 31. května 1923).

### V Praze (1923–1928)
Po úspěšném ukončení studií na Válečné škole v Praze (1. červen 1923 - 29. září 1925) byl v hodnosti štábního kapitána (povýšen do této hodnosti ke dni 28. října 1924) přeložen do skupiny důstojníků generálního štábu. V Praze zastával postupně následující funkce:
- od 30. září 1925 – přemístěn k MNO – hlavní štáb (pobočník náčelníka hlavního štábu);
- od 31. prosince 1925 do 29. září 1927 – pobočník náčelníka Francouzské vojenské mise;
- od 30. září 1927 do 30. srpna 1932 – referent operační skupiny 3. oddělní;
- od 1. září 1932 – referent všeobecné skupiny 3. oddělení.

Do hodnosti majora byl František Pohunek povýšen ke dni 26. dubna 1928.

### Další působení v armádě (1932–1939)
V létě roku 1932 (8. srpna 1932 – 31. srpna 1932) byl František Pohunek odeslán na služební cestu do Francie, kde se účastnil (jako pozorovatel) letních manévrů francouzské armády. Po návratu zastával necelý rok (od 1. října 1932 do 10. září 1933) funkci velitele praporu u pěšího pluku číslo 47 v posádkách Mladá Boleslav a Turnov. Na Válečnou školu v Praze se vrátil po osmi letech (od 11. září 1933), tentokráte nikoliv jako frekventant, nýbrž jako profesor válečných dějin. V profesorské pozici setrval i po 1. říjnu 1934, tentokráte na Vysoké škole válečné v Praze. Dne 1. ledna 1937 byl František Pohunek povýšen do hodnosti plukovníka. Na Vysoké škole válečné působil až do 30. července 1937, kdy se stal přednostou IV. (vojensko-historického) oddělení Památníku Osvobození v Praze na Vítkově. Funkci přednosty IV. oddělení zastával až do 30. června 1939. Kromě této funkce v pozdějším období zastupoval i ředitele Památníku Osvobození generála Rudolfa Medka. Během branné pohotovosti státu (od 23. září 1938 do 13. října 1938) se František Pohunek stal náčelníkem štábu III. sboru v Jihlavě.

František Pohunek na tablech Válečné školy v Praze
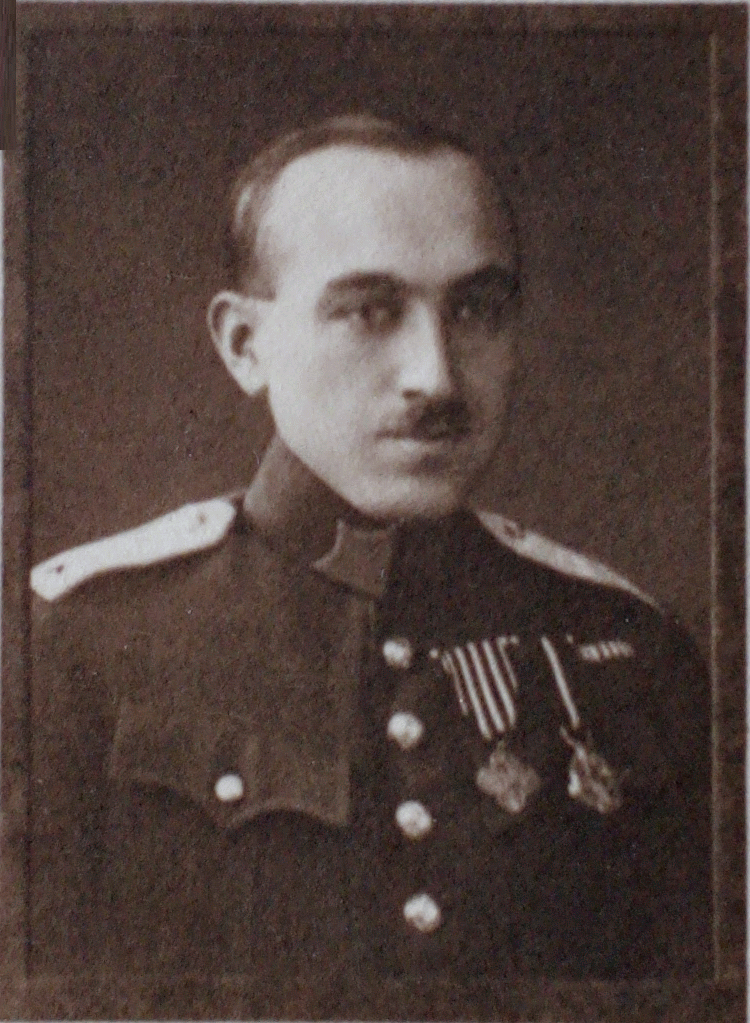
V hodnosti štábního kapitána na tablu absolventů 2. ročníku Válečné školy „prezidenta T. G. Masaryka“ v Praze v roce 1925
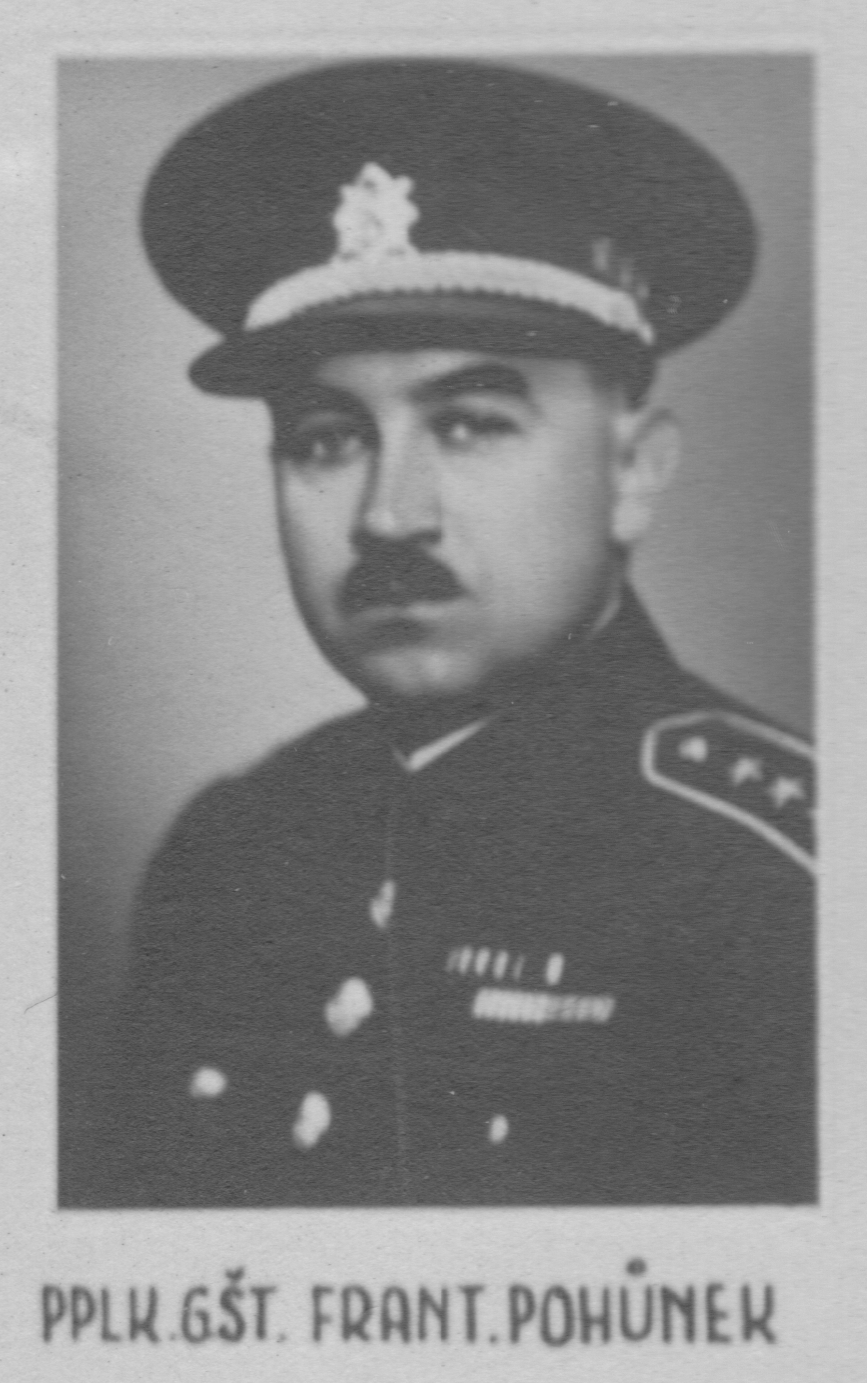
V hodnosti podplukovníka generálního štábu na tablu absolventů Válečné školy v Praze, ročník XIII. (1931-1934)

### Za protektorátu
Po 15. březnu 1939, obsazení Československa nacistickým Německem a po vyhlášení protektorátu byla československá armáda rozpuštěna a bývalý plukovník František Pohunek byl dnem 30. srpna 1939 převeden do odboru ministerstva školství a národní osvěty. O necelý rok později byl nucen, jako bývalý legionář, odejít dne 1. července 1940 do výslužby.

#### V odboji
Od počátku německé okupace se bývalý plukovník František Pohunek zapojil do práce v ilegální vojenské odbojové organizaci Obrana národa. Zpočátku byl přímo napojen na generála Josefa Bílého (velitel Obrany národa v době od dubna 1939 do listopadu 1940) a na generála Aloise Eliáše (ministerský předseda protektorátní vlády a člen rady starších v organizaci Obrana národa). Později se František pohunek stal členem štábu Krajského vojenského velitelství Obrany národa Praha - jihozápad (v čele tohoto velitelství stál brigádní generál Oleg Svátek).

#### Gestapácký pavouk (1939–1941)

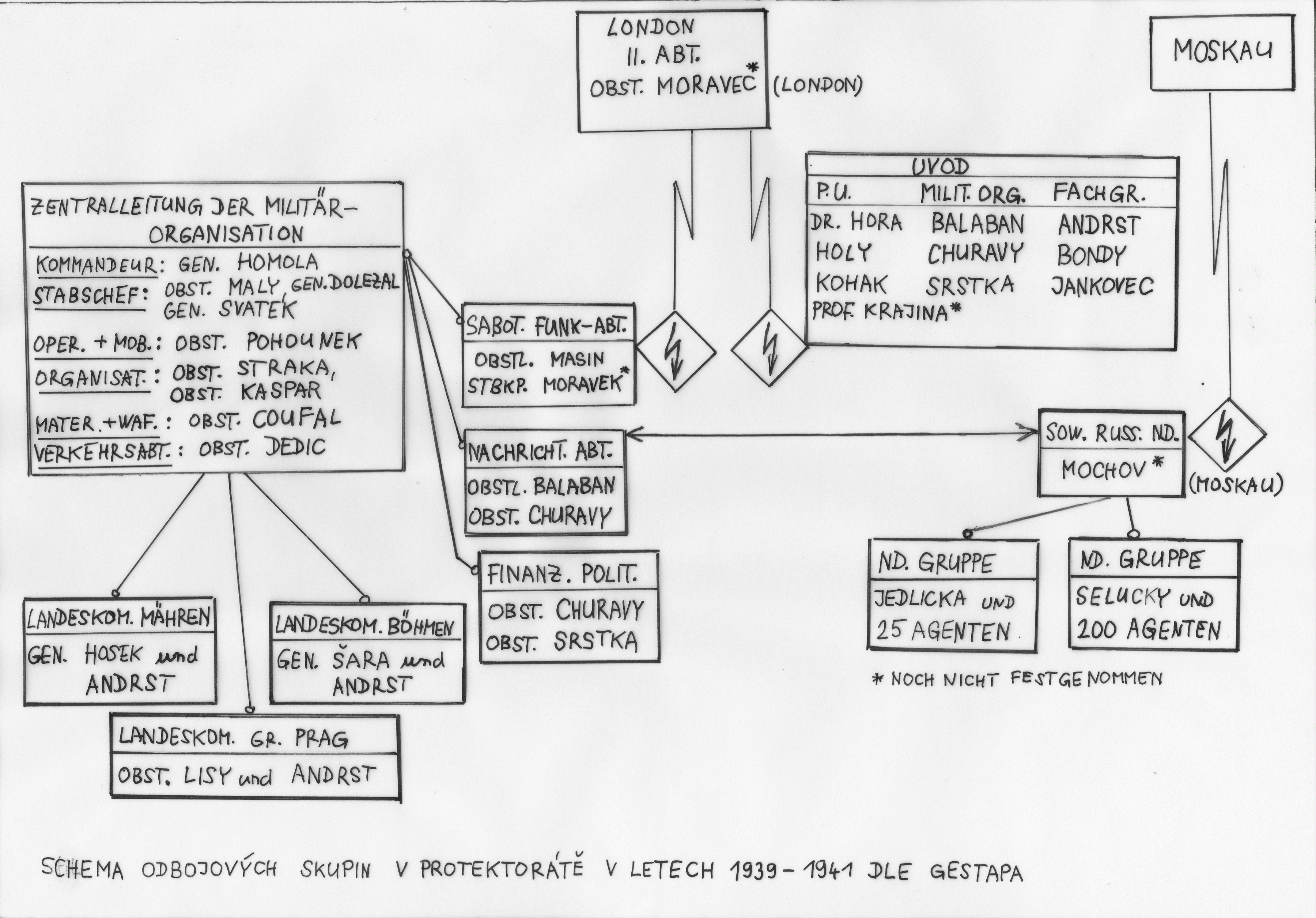
„Gestapácký pavouk“ znázorňující Schéma činnosti a vedení některých odbojových skupin v protektorátu v letech 1939 až 1941

Zajímavý obrázek o tom, co všechno vědělo gestapo o odboji poskytuje „Schéma činnosti a vedení některých odbojových skupin v protektorátu v letech 1939 až 1941“. Ze schématu je vidět, že uvnitř velkého obdélníku „ZENTRALLEITUNG DER MILITÄRORGANISATION“ = Vrchní velení vojenské organizace (tím je míněna ilegální odbojová organizace Obrana národa – ON) jsou uvedeny na jednotlivých řádcích oblasti činností a za nimi i příslušná jména. Na řádku „OPER. + MOB.“ (Operation + Mobilisation = Operační a mobilizační) je pak uveden OBST. (= Oberst = Plukovník) POHOUNEK. Není pochyb, že zde je míněn plukovník generálního štábu František Pohunek. Gestapo tedy již v roce 1941 vědělo, že František Pohunek úzce souvisí s úkoly operační a mobilizační povahy v ilegální organizaci ON.

#### Konec odbojové činnosti
František Pohunek byl zatčen gestapem v Praze 7. srpna 1941. Byl vězněn v pankrácké věznici. Krátce po nástupu zastupujícího říšského protektora pro Protektorát Čechy a Morava – Reinharda Heydricha do Prahy (28. září 1941) byl František Pohunek dne 1. října 1941 odsouzen stanným soudem v Praze k trestu smrti. Rozsudek byl vykonán ještě téhož dne v 16.30 hodin v jízdárně dělostřeleckých kasáren v Praze-Ruzyni.
V jízdárně dělostřeleckých kasáren v Praze-Ruzyni byli dne 1. října 1941 společně s Františkem Pohunkem popraveni zastřelením následující příslušníci vojenské odbojové organizace Obrana národa – generálové a vyšší důstojníci československé armády:
- divizní generál Mikuláš Doležal (* 6. prosince 1889)[4] (zatčen 4. srpna 1941)
- divizní generál Oleg Svátek (* 3. února 1888)[4] (zatčen 4. září 1941)
- divizní generál Václav Šára (* 27. března 1893)[4] (zatčen 12. září 1941)
- brigádní generál Josef Dvořák (* 20. prosince 1891)[4] (zatčen 14. srpna 1941)
- brigádní generál Josef Malý (* 3. února 1893)[4] (zatčen 23. července 1941)
- plukovník generálního štábu František Ambrož (* 5. listopadu 1892)[4] (zatčen 21. března 1941)
- plukovník generálního štábu František Coufal (* 7. ledna 1892)[4] (zatčen 5. srpna 1941)
- plukovník generálního štábu František Dědič (* 6. srpna 1890)[4] (zatčen 9. září 1941)
- plukovník pěchoty Bohdan Kasper (* 6. července 1891)[4]
- podplukovník pěchoty Jan Petera (* 18. srpna 1881)[4]
- plukovník pěchoty Ladislav Preininger (* 2. července 1895)[4] (zatčen 30. července 1941)
- podplukovník generálního štábu Otmar Růžek (* 17. března 1901)[4] (zatčen 21. března 1941)

### Po druhé světové válce
Dne 28. září 1945 byl plukovník generálního štábu František Pohunek vyznamenán in memoriam Československým válečným křížem 1939. O dva roky později (1947) byl plukovník František Pohunek posmrtně povýšen do hodnosti brigádního generála.

## Pamětní místa
- Pomník důstojníků Generálního štábu, obětí z let 1939 – 1945 (Pomník padlým a popraveným absolventům Vysoké školy válečné před sídlem Ministerstva obrany ČR[6]) v Praze 6, Tychonova 270/2, v objektu Ministerstva obrany ČR. Pomník byl slavnostně odhalen 11. listopadu 2004 a jeho autorem je akademický sochař Peter Nižňanský[6] (Ve výčtu jmen je uveden: Brig. Gen. František Pohunek 1896-1941)
- Pomník Obětem 2. světové války v Praze 6, ulice Pilotů 217/12, Ruzyně (na dvoře objektu kasáren) nese nápis:[4] Ruzyně / 1939-1941 / Nezapomeneme // V bývalé vojenské jízdárně tohoto areálu byli nacisty / v rámci stanného práva popraveni / tito věrní synové vlasti, / příslušníci Obrany národa / generálové a vyšší důstojníci Československé armády /. Následuje vždy datum a za ním výčet jmen / .... / 1. října 1941 / ... / brig. gen. František POHUNEK *17.2.1896 / ... / Čest jejich památce / [4]
- V kapli kostela svatého Fabiána a Šebestiána v Praze 6 - Liboci se nachází pietní místo věnované Obětem 2. světové války.[7] Na kovové desce uprostřed pietního místa je nápis:[7] Věrni přísaze věrni vlasti / až k smrti / V den sv. Václava v Ruzyňských kasárnách 1941, počaly popravy pracovníků českého národního odboje. / Mezi prvními byli tito vedoucí vojenské odbojové skupiny a další ilegální činitelé. // následuje výčet jmen ... *1896 F. POHŮNEK, plk. gen. št. +1.10.1941 ...[7]
- Jeho jméno (FRANTIŠEK POHUNEK *1896 +1941) je uvedeno na pamětní desce věnované obětem druhé světové války, která je umístěná na vnější fasádě budovy Holešovické sokolovny v Praze 7. Holešovická sokolovna v Praze 7 stojí na rohu ulic Strojnická a U studánky nad holešovickým hřbitovem. (Budova na adrese: U studánky 852/2, 170 00 Praha 7 - Holešovice, Česko).[8]

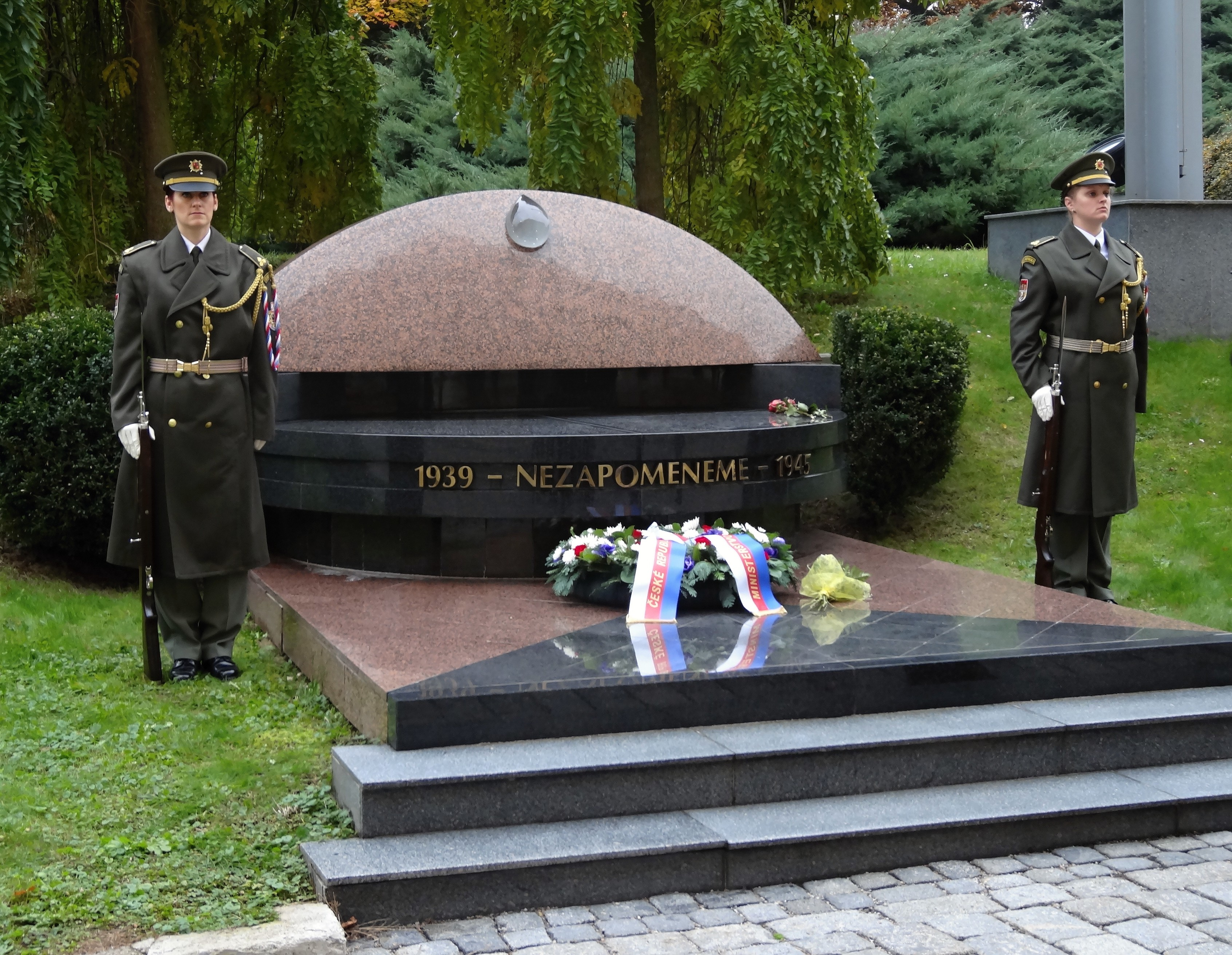
Pomník důstojníků GŠ (obětí z let 1939–1945)
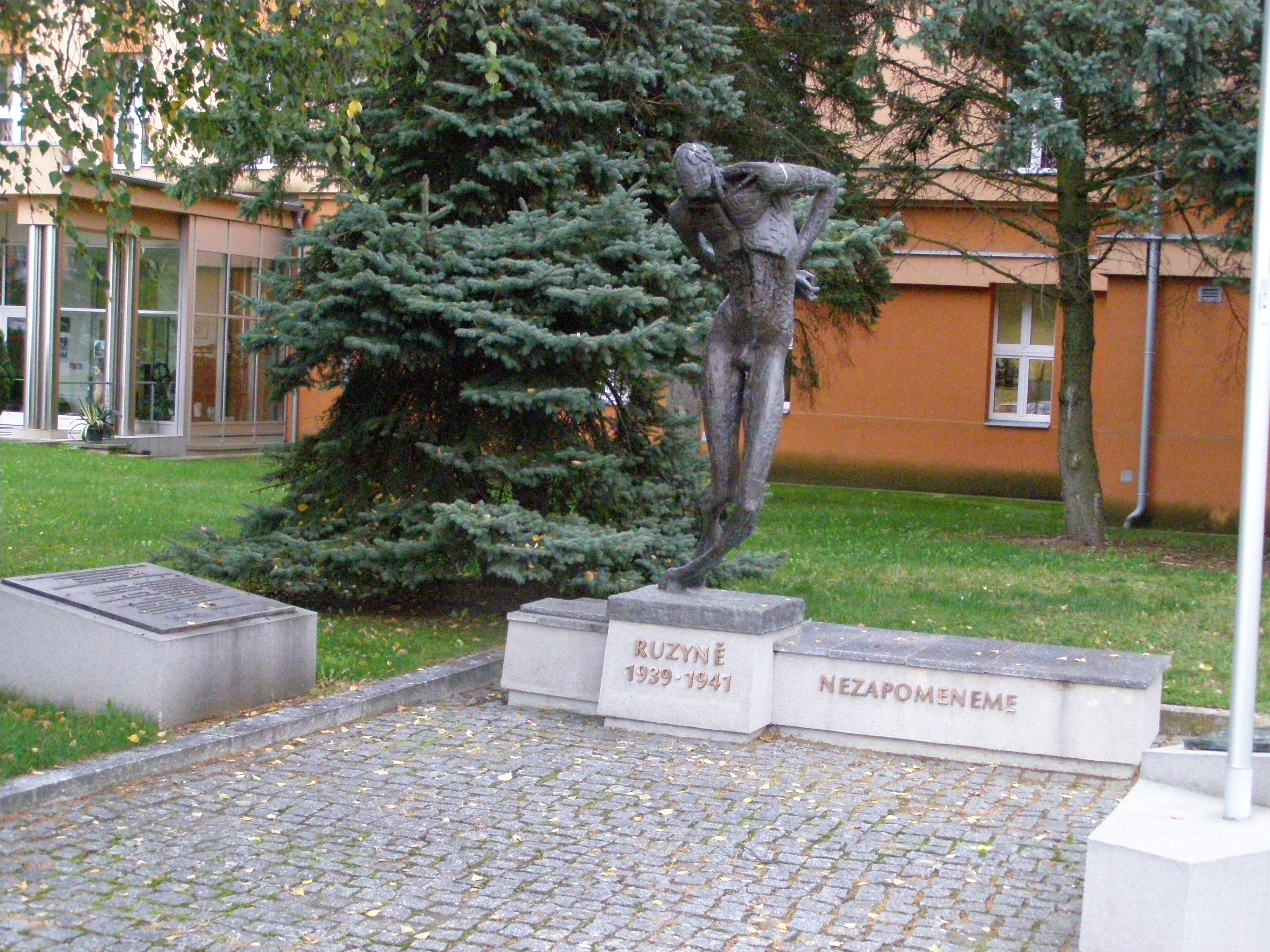
Památník Ruzyně 1939 – 1941 nezapomeneme
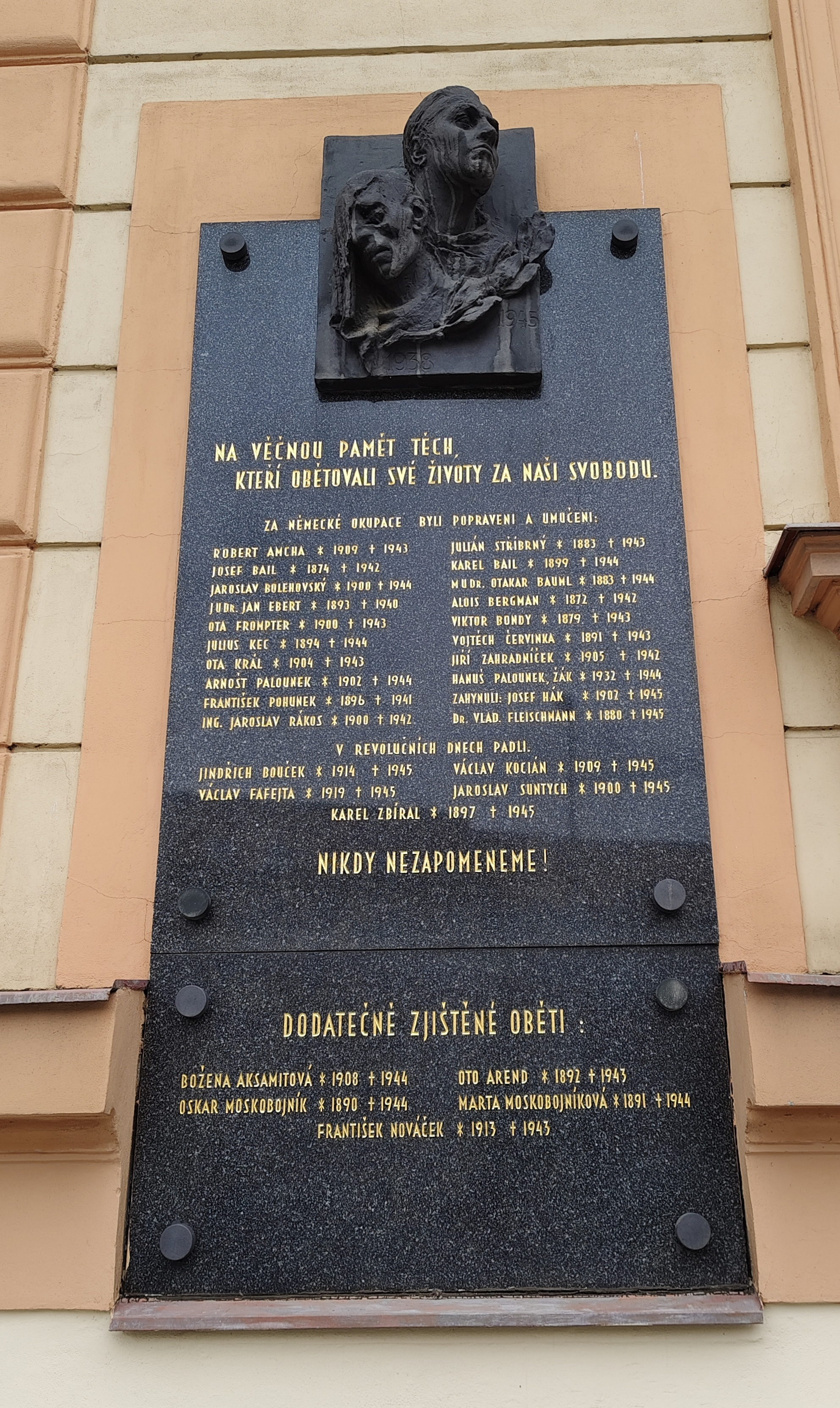
Pamětní deska na Holešovické sokolovně v Praze

## Vyznamenání
- Československý válečný kříž 1914–1918[2]
- Československá revoluční medaile[2]
- Československá medaile Vítězství[2]
- Československý válečný kříž 1939 (in memoriam)[1][2]

## Dílo
- Československá armáda v bojích na Slovensku a na Těšínsku, IN: Dvacet let československé armády v osvobozeném státě. Praha. 1938, strany 127 až 134[2]
- K 20. výročí založení československé armády. IN: Vojensko historický sborník, ročník VII, 1938, sv. I, strany 5 až 20.[2]